# Струтынский, Дмитрий Андреевич
Дмитрий Андреевич Струтынский (род. 11 ноября 1979, Ульяновск) — российский футболист, игрок в пляжный футбол, защитник. Мастер спорта России.
Воспитанник ДЮСШ МИФИ. В первенстве России по футболу играл за команды первого и второго дивизионов «Краснознаменск-Селятино» (1998), «Кривичи» Великие Луки (2000—2001), «Псков-2000» (2002), «Динамо» Вологда (2003), «Реутов» (2004), «Авангард» Курск (2005—2006), «Звезда» Серпухов (2007).
С 2008 года — игрок пляжного футбольного клуба «Строгино», капитан команды. Двукратный чемпион России и обладатель кубка России.
Участник чемпионатов мира по пляжному футболу 2007 и 2009.
С января 2014 — заместитель директора «Строгино», с октября 2014 — генеральный директор. Директор ГБУ ДО «Московская футбольная академия».
Входил в тренерский штаб молодёжной сборной России (по состоянию на 2014).
Два высших образования — экономическое и спортивное.